# 杉山和史 (総合格闘家)
杉山 和史（すぎやま かつし、1976年11月29日 - ）は、日本の男性総合格闘家。
茨城県出身。選手活動と併せて茨城県筑西市にある格闘技ジム＆フィットネス TURNING POINTの代表を務める。柔道道場「関城柔道会」でも指導にあたっている。

## 来歴
茨城県に生まれる。幼い頃より地元の関城柔道会で柔道を学ぶ。茨城県立鬼怒商業高等学校卒業後、八戸学院大学に進学。23歳の時から総合格闘技を始め、同じ茨城県出身の梅田恒介より指導を受けた。
2002年4月4日、United Full Contact Federationでデビュー戦としてケイシー・ バルクマイヤーと対戦し、アームバーで一本勝ち。
2002年6月1日、Full Contact Fighting Federationにおけるゲーリー・クアン、Jace Fabryckiとの対戦ののち、約9年のブランクを経て2011年2月6日、復帰戦となったFighting Network ZSTで宮北寛士と対戦し、腕ひしぎ十字固めで一本勝ち。
2013年6月30日、パンクラスに初参戦。

## 人物
- アジア圏への旅行を趣味としており、特に過去に試合のために訪れたインドネシアでは食事や現地の人柄に感銘を受け、以後頻繁に現地を訪れている。2017年にはパプア州のジャヤプラ、ワメナのほか、ダニ族の暮らす集落を訪問した[8]。
- ヴィーガンであることを公言している。

## 戦績
| 総合格闘技 戦績 | 総合格闘技 戦績 | 総合格闘技 戦績 | 総合格闘技 戦績 | 総合格闘技 戦績 | 総合格闘技 戦績 | 総合格闘技 戦績 |
| --------------- | --------------- | --------------- | --------------- | --------------- | --------------- | --------------- |
| 25 試合         | (T)KO           | 一本            | 判定            | その他          | 引き分け        | 無効試合        |
| 15 勝           | 6               | 6               | 3               | 0               | 1               | 0               |
| 9 敗            | 2               | 3               | 4               | 0               | 1               | 0               |

| 勝敗 | 対戦相手                  | 試合結果                        | 大会名                           | 開催年月日     |
| ×    | 田村一聖                  | 1R 1:25 KO                      | Pancrase 308                     | 2019年9月29日  |
| ○    | 川那子祐輔                | 1R 2:59 TKO（グラウンドパンチ） | Pancrase 305                     | 2019年5月26日  |
| ○    | 冨田翔市                  | 1R 2:53 TKO（グラウンドパンチ） | Pancrase 302                     | 2018年12月9日  |
| ×    | 堀江圭功                  | 3分3R終了 判定0-3               | Pancrase 291                     | 2017年11月12日 |
| ×    | 鈴木琢仁                  | 5分3R終了 判定0-3               | Pancrase 288                     | 2017年7月2日   |
| ○    | 稲葉聡                    | 3分3R終了 判定3-0               | Pancrase 285                     | 2017年3月12日  |
| ○    | 中村晃司                  | 2R 0:37 TKO（グラウンドパンチ） | PANCRASE 大阪大会                | 2016年12月11日 |
| ○    | アンバー・アリザノフ      | 3分3R終了 判定2-1               | Kunlun Fight - Cage Series6      | 2016年10月21日 |
| ○    | 宮路智之                  | 1R 0:37 TKO（グラウンドパンチ） | Pancrase 278                     | 2016年6月12日  |
| ○    | イエン・シーボー          | 1R リアネイキドチョーク         | Xuancheng MMA                    | 2016年1月29日  |
| ×    | 中原由貴                  | 3分3R終了 判定0-3               | Pancrase 271                     | 2015年11月1日  |
| ×    | ウィル・チョープ          | 1R リアネイキドチョーク         | HWF Huawu Fight                  | 2015年9月12日  |
| ○    | 鷹島大樹                  | 1R 2:44 TKO                     | Road FC 24 in Japan              | 2015年7月25日  |
| ×    | ルーク・アダムス          | 2R リアネイキドチョーク         | FOMMI Sabuk Championships        | 2015年3月15日  |
| ○    | 三苫“キングコング”亮人    | 3分3R終了 判定3-0               | Pancrase 263                     | 2014年12月6日  |
| ○    | 飯嶋貴幸                  | 2R 0:12 KO（パンチ）            | Pancrase 260                     | 2014年8月10日  |
| ×    | 鹿又智成                  | 5分2R 判定0-3                   | Pancrase 255                     | 2013年12月8日  |
| ×    | MIKE                      | 2R 4:33 チョークスリーパー      | Pancrase 248                     | 2013年6月30日  |
| ○    | 三縄良太                  | 1R 2:06 アームバー              | GRACHAN 9                        | 2013年4月29日  |
| △    | 林田一城                  | 5分2R 引き分け                  | Fighting Network ZST             | 2012年11月23日 |
| ○    | 鷲山享                    | 1R 0:34 腕ひしぎ十字固め        | ZST: SWAT! in Face 11            | 2012年9月17日  |
| ○    | 宮北寛士                  | 2R 4:45 腕ひしぎ十字固め        | Fighting Network ZST             | 2011年2月6日   |
| ○    | Jace Fabrycki             | 関節技                          | Full Contact Fighting Federation | 2002年6月1日   |
| ×    | ゲーリー・クアン          | TKO                             | Full Contact Fighting Federation | 2002年6月1日   |
| ○    | ケイシー・ バルクマイヤー | 1R 1:19 アームバー              | United Full Contact Federation   | 2002年4月4日   |